# Ravi Shankar
Pour les articles homonymes, voir Ravi Shankar (homonymie) et Shankar.
Robendra Shankar dit Ravi Shankar, né le 7 avril 1920 à Bénarès (Vârânasî), situé alors dans les Indes britanniques, et mort le 11 décembre 2012 à San Diego,,,, est un musicien sitariste et compositeur indien, de notoriété internationale depuis les années 1960. Son nom est souvent précédé du titre honorifique de pandit.
Il est le père de Norah Jones, de Shubbo Shankar et d'Anoushka Shankar, le frère du danseur Uday Shankar et l'oncle d'Ananda Shankar, fils de ce dernier.

## Biographie
Shyama Shankar, son père, était fils de Barapa Shankar, riche propriétaire terrien, dont il hérita des terres dans l'est du Bengale. Il avait suivi des études brillantes d'avocat, et se retrouva ministre (diwan) du Maharajah de Jhalawar. Son épouse, Hemangini, accoucha d'un cinquième et dernier fils le 7 avril 1920, qu'ils appelèrent Robendra, surnommé d'abord Robu, puis plus tard Ravi. Robu Shankar est né dans la ville de Vârânasî (Bénarès), haut lieu de pèlerinage pour les hindous. Son père faisait partie de la caste sacerdotale des brahmanes, la plus haute dans la hiérarchie hindoue, mais n'exerçait aucune fonction religieuse. Shyama Shankar partit très tôt exercer à Londres en tant qu'avocat, puis à Genève, à la Société des Nations. Puis il alla enseigner à l'Université Columbia à New York. Il mourut lorsque Robu avait 15 ans.
À cette époque Uday, le frère aîné, dirige une troupe d'artistes, et engage le petit Robu comme danseur. Lui veut être acteur, mais danser dans une troupe qui l'emmena de Bénarès à Bombay, puis à Venise, Paris et Londres lui semble un bon début de carrière. La famille s'installe même quelque temps à Paris, en 1930. Uday veut alors pour sa troupe un des meilleurs musiciens indiens et fait venir l'illustre Ustad Allauddin Khan. Robu est très impressionné par son talent, lui qui s'essayait déjà depuis quelques années à la vînâ, à l'esraj et au sitar, en plus de la danse et du chant. À la mort de son mari, Hemangini Shankar confie Robu au guru musicien, qui accepte de le prendre sous son aile, comme un fils, à la condition que le jeune Robu se consacre exclusivement à son enseignement et abandonne le reste.
C'est lorsque son frère décide d'arrêter la troupe et de rentrer en Inde, que Robu prend la grande décision de sa vie. Il se rase la tête, enfile des vêtements très simples, rejoint Ustad Allauddin Khan, et reste sept années auprès de lui dans la tradition du Guru Kul, c’est-à-dire une initiation dans des conditions parfois très dures, surtout pour un petit dandy habitué aux hôtels de luxe. Il apprend le sitar, le surbahar, le style et la technique de la vînâ, du rabâb et du sursingar. Robu Shankar est très doué et, après ses études, il se fait vite remarquer par de grandes personnalités musicales indiennes.
Ce n'est qu'en 1956, à l'âge de 36 ans, qu'il se produit en Amérique pour la première fois, et qu'il commence sous le nom de Ravi Shankar sa « mission » de vulgarisation de la musique indienne en Occident. Pourtant, lors du début du concert donné en 2000 au Carnegie Hall de New York et distribué sous le titre Full Circle, il affirme avoir joué sur cette même scène en 1938, en tant que danseur et musicien.
Le son particulier du sitar, avec tous ses effets de résonance sympathique, attire très vite les musiciens rock des années 1960, en pleine recherche d'originalité, d'effets exotiques mystérieux et psychédéliques. En 1966, George Harrison, des Beatles, devient son élève et joue du sitar sur Norwegian Wood, puis sur d'autres titres par la suite, Love you to et Within you, without you. Brian Jones, des Rolling Stones, utilise également le sitar sur Paint It, Black. Collin Walcott, (qui fondera le groupe Oregon), est le premier musicien occidental à intégrer le sitar et les tablâs dans la plus grande partie de ses compositions, après avoir été roadie sur une tournée de Ravi Shankar. Shawn Phillips étudie aussi le sitar avec le Maître vers la même époque et l’intégrera à sa musique, mais de façon plus subtile. Shawn accompagne aussi Donovan au tout début de sa carrière en jouant du sitar, avant d'enregistrer ses propres albums sous son nom. 

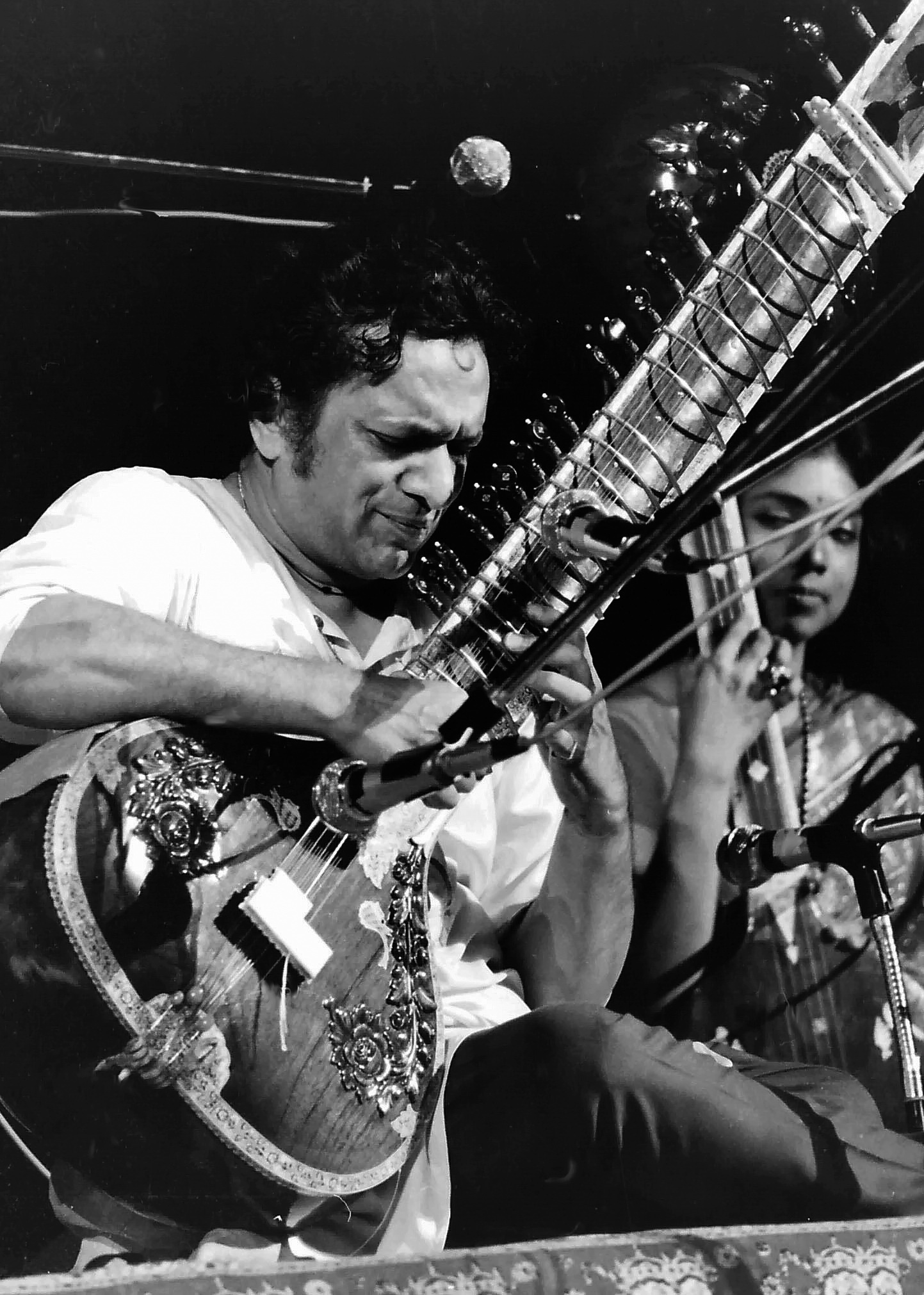
Ravi Shankar à Woodstock en 1969.

En 1967, Ravi Shankar fonde son école Kinnara à Los Angeles. La même année, il joue au Monterey Pop Festival, à Montréal, lors de l'exposition universelle de 1967, où il offre un concert intime dans le pavillon indien (devant une foule d'à peine vingt personnes, étonnées), en 1969 à Woodstock, en 1970 au festival des arts de Chiraz-Persépolis et en 1971 au concert pour le Bangladesh, organisé par George Harrison, avec Éric Clapton, Bob Dylan et Leon Russell. Durant cette période, les rencontres se multiplient et donnent lieu à des collaborations inattendues, comme avec le violoniste classique Yehudi Menuhin ou avec le flûtiste Jean-Pierre Rampal sur l'album West Meets East. John Coltrane, par admiration, prénomme son fils Ravi.

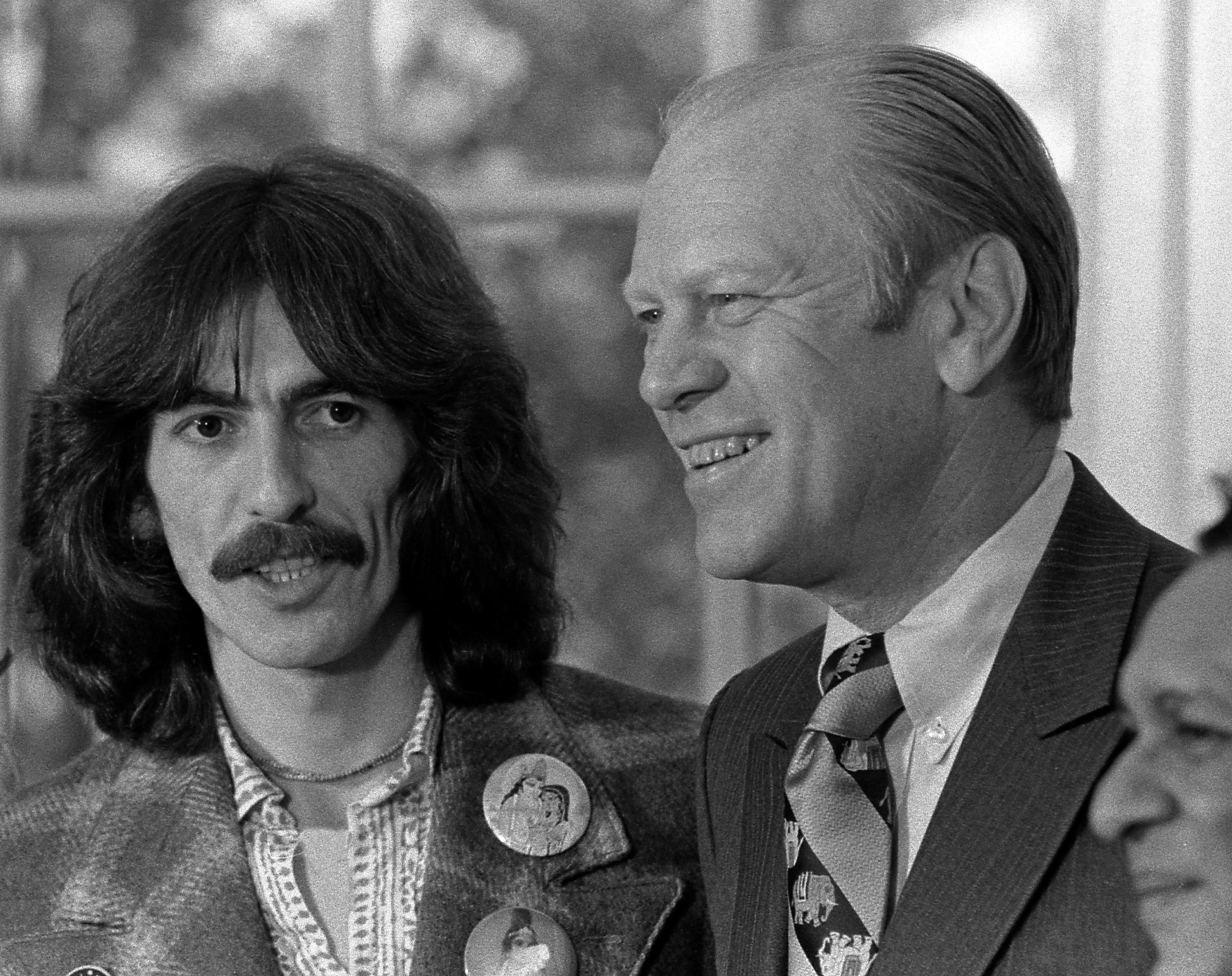
George Harrison, le président des États-Unis Gerald Ford et Ravi Shankar dans le bureau ovale en décembre 1974.

Pendant les années 1970 et 1980, son emploi du temps est partagé entre l'enseignement, la scène et les enregistrements. Il donne des concerts dans toutes les grandes villes du monde. Il joue en 1968 au Festival d'Avignon, quand une troupe d'« intellectuels contestataires » monte sur la scène pour crier des slogans poing levé, mais Ravi continue à jouer, comme si de rien n'était, les yeux perdus dans le vague, assis en tailleur au milieu des gens debout qui gesticulent[réf. nécessaire]. Il compose des musiques de films pour Satyajit Ray et celle de Gandhi de Richard Attenborough.
Quelques albums notables durant cette période : Concerto for sitar avec André Previn, en 1971, Shankar Family en 1974, ou sa collaboration avec des musiciens japonais (East greets East), ou ses duos au sarod avec Ali Akbar Khan, le fils de son gourou. En 1987, il signe chez Private Music, le label de Peter Baumann du groupe Tangerine Dream, et enregistre Tana Mana, avec pour la première fois des synthétiseurs, et de nombreux invités de tous horizons (le Ravi Shankar Project), dont à nouveau George Harrison au synthétiseur et chœurs, Al Kooper à la guitare et Ric Parnell aux percussions électroniques. Un album suit très vite au cours de sa tournée en URSS : Inside the Kremlin, puis Passages, en collaboration avec Philip Glass. En 1989, Ravi Shankar monte le projet scénique Ghanashayam - a broken branch, qui mêle musique, théâtre et danse des traditions orientales et occidentales, un spectacle présenté en Angleterre par le City of Birmingham Touring Opera.

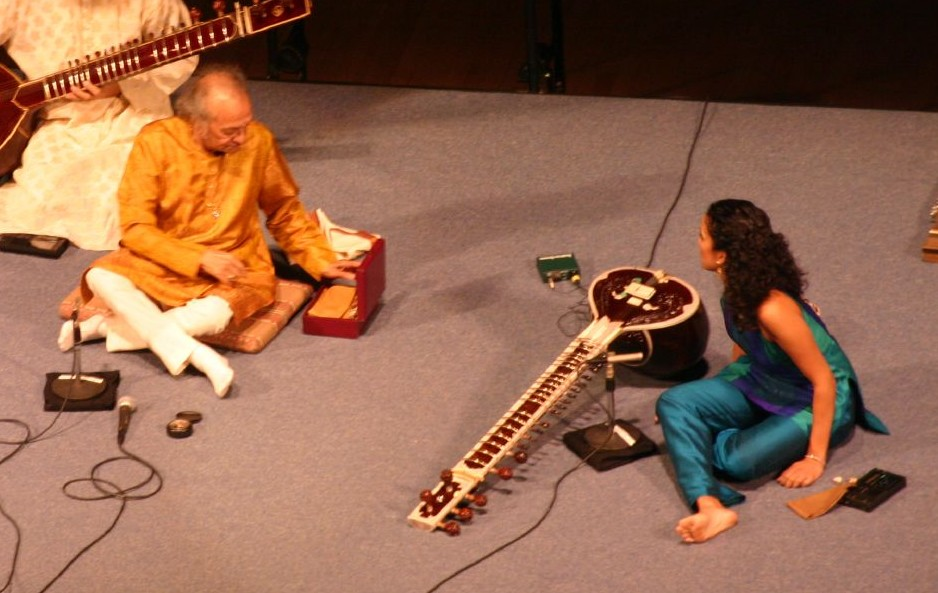
Concert de Ravi Shankar avec sa fille Anoushka, le 28 octobre 2005.

Il revient dans l'actualité en 1997, en sortant l'album Chants of India (produit par Harrison), constitué uniquement de chants religieux, pour la plupart védiques, et de compositions écrites dans le même esprit. Il ne produit ensuite qu'une série de rééditions ou de compilations, sauf pour sa fille et élève, Anoushka Shankar, qui sort plusieurs albums et l'accompagne désormais toujours en tournée. Son autre fille, Norah Jones, préfère le jazz et la pop et devient une star dans ce domaine. Son neveu, Ananda Shankar, fils de Uday Shankar, explore le métissage de la pop électro avec la musique indienne ; il joue également du sitar d'une façon plus occidentale mais très entraînante.
Peu à peu rejoint dans la notoriété par une jeune génération de virtuoses, comme les percussionnistes compositeurs Zakir Hussain et Trilok Gurtu, il demeure le musicien indien le plus renommé au monde et le premier ambassadeur de la musique indienne.
En mars 2012, son décès est annoncé par erreur à travers le monde, par confusion avec le décès d'un homonyme, célèbre compositeur de musiques de films en Inde, et lui aussi mort à un âge avancé. Finalement, Ravi Shankar meurt quelques mois après à San Diego, le 11 décembre 2012.

## Accompagnateurs
Au cours de sa longue carrière, ses principaux accompagnateurs aux tablâs sont Chatur Lal, Alla Rakha et Kumar Bose.
Dans les années 1980, son fils, Shubbo Shankar, vient souvent l'accompagner.

## Distinctions
Il est commandeur de l’Ordre des Arts et des Lettres et détenteur de la Bharat Ratna. Il a reçu le Prix de la culture asiatique de Fukuoka.
- 1998 : Prix Polar Music
- Commandeur de la Légion d'honneur[6]
- Prix mondial de l'humanisme 2010 [7]

## Discographie
- 1956 : Three Ragas
- 1960 : Anuradha
- 1962 : Music of India
- 1962 : Improvisations
- 1962 : India's Most Distinguished Musician in Concert
- 1963 : Ravi Shankar (Odeon Records, India catalogue)
- 1963 : India's Master Musician
- 1964 : In London
- 1964 : Ragas & Talas
- 1964 : The Master Musicians of India (avec Ali Akbar Khan)
- 1964 : Portrait of Genius
- 1965 : Ravi Shankar and Ali Akbar Khan
- 1965 : Sound of the Sitar
- 1965 : Khan album The Soul of Indian Music
- 1966 : West Meets East with Yehudi Menuhin (aussi titré Menuhin Meets Shankar)
- 1967 : Live : Ravi Shankar at the Monterey International Pop Festival
- 1967 : In San Francisco
- 1967 : The Exotic Sitar and Sarod
- 1967 : Two Raga Moods
- 1968 : A Morning Raga / An Evening Raga
- 1968 : West Meets East, Volume 2 with Yehudi Menuhin
- 1968 : The Sounds of India
- 1968 : In New York
- 1968 : Music from India serie no.8
- 1968 : A Sitar Recital
- 1968 : Ravi Shankar Imrovisations & theme from Pather Panchali
- 1969 : At the Woodstock Festival
- 1969 : Music Festival From India
- 1969 : Ravi Shankar
- 1969 : Music of India A Dhun and a Raga with Ali Akbar Khan
- 1970 : Khan album The Soul of Indian Music Ravi Shankar Raga Parameshwari
- 1970 : Six Ragas
- 1970 : The Exciting Music of Ravi Shankar
- 1971 : Four Raga Moods
- 1971 : Raga
- 1971 : The Concert for Bangladesh (credited to George Harrison & Friends) avec George Harrison, Eric Clapton, Ringo Starr, Leon Russel, Badfinger, Bob Dylan, Billy Preston, etc.
- 1971 : Concerto for Sitar & Orchestra with London Symphony Orchestra and André Previn
- 1971 : PBP Ravi Shankar and PBU Ahmedjan Thirakhwa
- 1972 : The Genius of Ravi Shankar
- 1972 : Ravi Shankar
- 1972 : Ravi Shankar Ragas
- 1972 : The Masters of Indian Music (double album avec Ali Albar Khan)
- 1973 : In Concert 1972 with Ali Akbar Khan
- 1973 : Transmigration Macabre (bande originale du film "Viola")
- 1973 : Ragas with Ali Akbar Khan – contient The Master Musicians of India and the Ali Akbar
- 1974 : Shankar Family & Friends – Disponible sur le boîtier Collaborations paru en 2010)
- 1976 : Improvisations – West meets East 3 Ravi Shankar, Yehudi Menuhin et Jean Pierre Rampal
- 1976 : Ravi Shankar's Music Festival from India – Disponible sur le boîtier Collaborations paru en 2010)
- 1979 : Ravi Shankar
- 1979 : Shankar in Japan
- 1981 : Homage to Mahatma Gandhi
- 1982 : Raga-Mala (Sitar Concerto No. 2)
- 1986 : Pandit Ravi Shankar
- 1987 : Sitar Concertos and other works Avec Yehudi Menuhin, Allah Rakha, Jean-Pierre Rampal, Kamala Chakravarti, Terence Emery, André Prévin dirigeant le London Symphony Orchestra, avec aussi Zubin Mehta. Paru sur EMI Classics.
- 1987 : Tana Mana (1987)
- 1988 : Ravi Shankar: the Doyen of Hindustani Music
- 1988 : Inside the Kremlin
- 1990 : Passages with Philip Glass (Atlantic Records)
- 1993 : The Concert for World Peace: Live at Royal Albert Hall (disponible en DVD)
- 1995 : Genesis
- 1996 : Towards the Rising Sun
- 1996 : Ravi Shankar: In Celebration
- 1997 : Chants of India (disponible dans le boîtier Collaborations paru en 2010)
- 1997 : Raga Tala
- 1998 : Shankar: Sitar Concertos and Other Works
- 1998 : Shankar: Raga Jogeshwari
- 2000 : Vision of Peace: The Art of Ravi Shankar
- 2001 : Full Circle: Carnegie Hall 2000
- 2001 : Between Two Worlds (Documentaire dirigé par Mark Kidel)
- 2007 : Flowers of India
- 2010 : Collaborations (Boîtier avec George Harrison)
- 2012 : Symphony with London Philharmonic Orchestra and David Murphy
- 2012 : The Living Room Sessions Part 1
- 2012 : The Living Room Sessions Part 2

## Bande originale de films

Satyajit Ray et Ravi Sankar lors de l'enregistrement de la musique du film La Complainte du sentier, en 1955.

- Satyajit Ray et Ravi Sankar lors de l'enregistrement de la musique du film La Complainte du sentier, en 1955.1955–1959 : La Trilogie d'Apu de Satyajit Ray
  - 1955 : La Complainte du sentier
  - 1957 : L'Invaincu
  - 1959 : Le Monde d'Apu
- 1957 : Il était une chaise de Norman McLaren et Claude Jutra
- 1960 : Anuradha, d'Hrishikesh Mukherjee
- 1966 : Alice aux pays des merveilles de Jonathan Miller
- 1966 : Chappaqua, de Conrad Rooks
- 1968 : Monterey Pop, de D. A. Pennebaker
- 1968 : Charly, de Ralph Nelson
- Woodstock: The Movie (1970, Michael Wadleigh)
- Raga (en) (1971, dirigé par Howard Worth)
- The Concert for Bangladesh (1972, dirigé par Saul Swimmer)
- Viola (1973, produit par R. Davis), British art film, soundtrack album: Transmigration
- Macabre, Spark Records SRLM 2002
- Forbidden Image (1974, dirigé par Jeremy Marre)
- Meera (1977) dirigé par Gulzar
- Meera (1979)
- Gandhi (1982, dirigé par Richard Attenborough), ( nomination aux Academy Award pour Shankar et George Fenton)
- Genesis (1986)
- Concert for George (2003, dirigé par David Leland) Avec Eric Clapton, Ringo Starr, Paul McCartney, etc.

### Documentaire
- Frédéric Le Clair, Ravi Shankar : l'extraordinaire leçon, Camera Lucida Productions, 2010, (52 minutes; Info).